# Arasangi, Basavana Bagevadi
Arasangi là một làng thuộc tehsil Basavana Bagevadi, huyện Bijapur, bang Karnataka, Ấn Độ.